# Protoplanetární disk

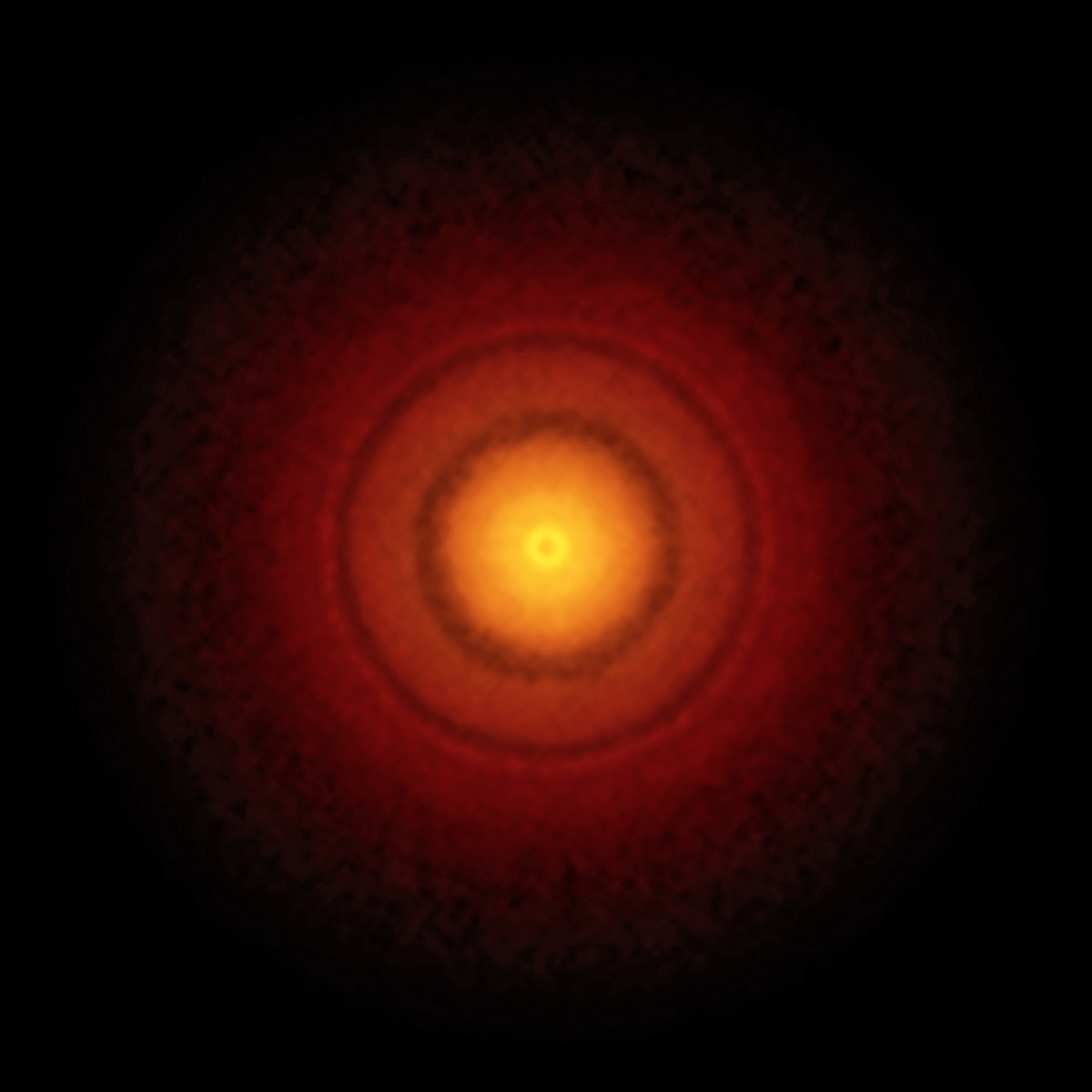
První detailní snímek protoplanetárního disku byl získán v roce 2016. Pořídila jej radiová observatoř ALMA u hvězdy TW Hydrae.

Protoplanetární disk je zploštělý oblak prachu a plynu ve vesmíru, který rotuje kolem vznikající hvězdy anebo kolem právě zformované hvězdy. V disku se v průběhu miliónů let postupně začínají shlukovat a vzájemně srážet drobné částice,
což vede ke vzniku menších těles působících na sebe stále silnější gravitací – tzv. planetesimál. Z nich se pak vzájemnými srážkami formují protoplanety a později vlastní planety.
Při formování hraje roli i magnetismus.
Z protoplanetárního disku vznikla pravděpodobně i Sluneční soustava před více než 4,6 miliardami let.